# Kon Artis

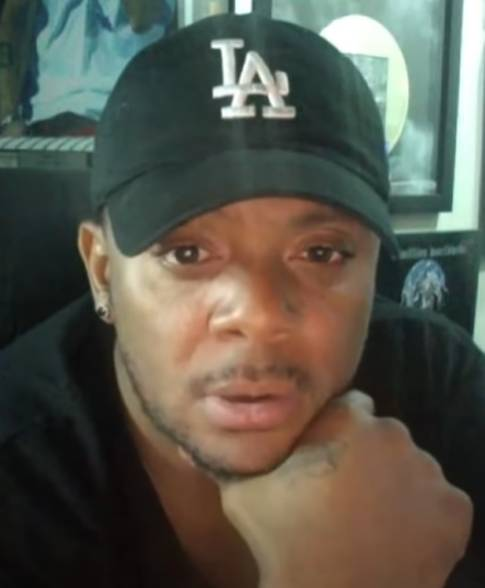
Kon Artis, 2018

Kon Artis, auch bekannt als Mr. Porter (* 7. Dezember 1978 in Charlotte, North Carolina; bürgerlich Denaun Porter) ist ein US-amerikanischer Rapper und Hip-Hop-Produzent. Seine größten Erfolge feierte er ab 2000 als Mitglied der Hip-Hop-Formation D12.

## Karriere
Porter war eines der Gründungsmitglieder von D12. In dieser Funktion produzierte er sowohl das Debütalbum der Gruppe als auch große Teile von Eminems erstem Soloalbum Infinite. In den folgenden Jahren wurde er sowohl als Rapper Kon Artis als auch als Produzent, hier meist unter dem Namen Mr. Porter, einer größeren Öffentlichkeit bekannt. So produzierte er zum Beispiel 50 Cents Hit P.I.M.P. oder auch Songs für Xzibit, Young Buck, Obie Trice und Bizarre.
Für die Bad-Meets-Evil-EP Hell: The Sequel war er als Co-Executive Producer tätig. Kon Artis arbeitete zudem maßgebend am Soundtrack zum Film Waist Deep, in dem The Game eine Hauptrolle spielt.
Seit dem Tod von Proof ist er Eminems Back-Up-Rapper bei Liveauftritten. Porter bildet mit seinem D12-Bandkollegen Kuniva zusammen ebenfalls das Detroiter Rap-Duo Da Brigade.
2012 gab der Musiker bekannt, dass er bei D12 ausgestiegen ist und sich in Zukunft verstärkt auf seine Solokarriere als Rapper konzentrieren werde. Zur Veröffentlichung von Shady XV erklärte Porter, dass er D12 nie wirklich verlassen habe, ein neues, gemeinsames Album aber unwahrscheinlich sei.
Im Juni 2015 veröffentlichte Porter ein Mixtape namens "Stuff In My Backpack".
Porter steht aktuell bei Shady Records als Produzent unter Vertrag.

## Diskografie
Mixtapes
- 2002: Po Folks Mixtape
- 2015: Stuff In My Backpack

Gastbeiträge
Cheers (von Obie Trice)
- 2003 "Spread Yo Shit" (Obie Trice feat. Kon Artis)

Straight Outta Ca$hville (von Young Buck)
- 2004 "Look at Me Now" (Young Buck feat. Kon Artis)

Tical 0: The Prequel (von Method Man)
- 2004 "We Some Dogs" (Method Man feat. Kon Artis, Redman und Snoop Dogg)
- 2004 "Crooked Letter I" (Method Man feat. Kon Artis und Streetlife)

Re-Up (von Ras Kass)
- 2004 "Bend a Corner" (Ras Kass feat. Kon Artis)

Everything's a Story (by Rah Digga)
- 2004 "Hot Tub" (Rah Digga feat. Kon Artis & Snoop Dogg)

The People vs. (von Trick Trick)
- 2005 "Big Mistake" (Trick Trick feat. Kon Artis)
- 2005 "Let's Roll" (Trick Trick feat. Kon Artis)

The Big Bang (von Busta Rhymes)
- 2006 "They're out to Get Me" (Busta Rhymes feat. Kon Artis)

D12
→ siehe D12/Diskografie